# Onthophagus nubilus
Onthophagus nubilus là một loài bọ cánh cứng trong họ Bọ hung (Scarabaeidae).